# Запорожский авиаремонтный завод «МиГремонт»
Запорожский государственный авиационный ремонтный завод «МиГремонт» (укр. Запорізький державний авіаційний ремонтний завод "МіГремонт") — советский и украинский государственный авиаремонтный завод, расположенный в городе Запорожье.
Входит в перечень предприятий, имеющих стратегическое значение для экономики и безопасности Украины.

## История

### 1940—1991
15 декабря 1940 года были созданы 57-е стационарные авиационные ремонтные мастерские, в дальнейшем ставшие базой для создания завода.
С 1978 года завод освоил ремонт самолета МиГ-25РБ.
С 1984 года завод освоил комплексную модернизацию самолетов типа МиГ-25.

### После 1991
После провозглашения независимости Украины, авиаремонтный завод был передан в подчинение министерства обороны Украины.
В 1993 году завод начал освоение ремонта самолетов Су-27 и 24 июля 1994 года выполнил первый капитальный ремонт Су-27.
27 июля 1998 года завод был внесён в перечень предприятий, имеющих стратегическое значение для экономики и безопасности Украины.
3 апреля 2002 года завод передал ВВС Украины отремонтированный штурмовик Су-25, однако при выполнении испытательного полёта самолёт разбился.
После создания 7 июня 2005 года концерна «Авиавоенремонт», завод вошёл в состав концерна.
По состоянию на начало 2008 года заводом были освоены:
- модернизация самолётов МиГ-25 всех модификаций[2]
- ремонт самолётов МиГ-25Р, МиГ-25РТБ, МиГ-25РТ, МиГ-25БМ, Су-17МЧР, Су-17М3, Су-17УМ3, Су-17М4, Су-25, Су-25УБ, Су-27[2]
- ремонт авиационных управляемых средств поражения класса «воздух — воздух», «воздух — поверхность»[2]
- установка нашлемных систем целеуказания и ведения огня[2]
- установка спутниковых систем навигации, интегрированных в прицельно-навигационный комплекс самолёта[2]
- модернизация прицельных комплексов[2]
- оказание услуг военно-технического назначения: командирование советников и бригад специалистов[2]

В феврале 2010 года три работника завода были осуждены за шпионаж в пользу КНР.
В марте 2010 года на вооружение ВВС Украины были приняты модернизированный вариант штурмовика Су-25 и его учебно-боевого варианта Су-25УБ (получившие наименование Су-25М1 и Су-25УБМ1), работы по модернизации Су-25 до уровня Су-25М1 осуществлял завод «МиГремонт».
9 июня 2010 года Кабинет министров Украины принял постановление № 405, в соответствии с которым завод вошёл в перечень предприятий авиапромышленности Украины, получающих государственную поддержку.
После создания в декабре 2010 года государственного концерна «Укроборонпром», завод вошёл в состав концерна.
В течение 2012 года завод отремонтировал 11 боевых самолётов (шесть Су-27 и пять Су-25). Кроме того, в 2012 году на заводе «МиГремонт» был построен лёгкий одномоторный двухместный самолёт «Аист», разработанный днепропетровским НПП «Сокол» (в сентябре 2012 года при выполнении испытательного полёта самолёт разбился, в авиакатастрофе погибли два человека — лётчик-испытатель и бортинженер).
В начале 2013 года на заводе работали 661 человек.
В январе 2013 года завод передал вооружённым силам Украины два отремонтированных истребителя Су-27. Также, в 2013 году завод завершил разработку модернизированного варианта Су-25 и модернизированного варианта Су-27, однако в связи с отсутствием государственного заказа, предприятие работало неполную рабочую неделю.
В первые пять месяцев 2014 года имело место сокращение объёмов производства на 59,4 %
В июне 2014 года министерство обороны Украины выделило заводу 32,55 млн гривен за продление межремонтного срока службы четырёх истребителей Су-27, средний ремонт двух Су-27 и восстановительные работы на одном штурмовике Су-25.
Осенью 2014 года министерство обороны Украины выделило заводу «МиГремонт» ещё 17,33 млн гривен на средний ремонт одного истребителя Су-27
8 апреля 2015 министерство обороны Украины выделило заводу «МиГремонт» 21,22 млн гривен на ремонт истребителей Су-27 (8 октября 2015 после завершения ремонтно-восстановительных работ завод передал в войска один Су-27 и один Су-27УБ).
В 2016 году завод отремонтировал и передал в войска ещё шесть самолётов (три истребителя Су-27, один Су-27УБ и два модернизированных штурмовика Су-25М1) и завершил 2016 год с чистой прибылью 65 млн гривен.